# Campionati italiani di duathlon del 2008
I Campionati italiani di duathlon del 2008 sono stati organizzati dalla Federazione Italiana Triathlon e si sono tenuti a Verona in Veneto, in data 20 luglio 2008.
Tra gli uomini ha vinto Fausto Dotti (Poletti), mentre la gara femminile è andata a Laura Giordano (Silca Ultralite).

## Risultati

### Élite uomini
| Pos. | Atleta                | Società sportiva           | Corsa    | Bici     | Corsa    | Totale   |
| ---- | --------------------- | -------------------------- | -------- | -------- | -------- | -------- |
|      | Fausto Dotti          | Poletti                    | 00:30:58 | 01:08:58 | 00:15:45 | 01:55:41 |
|      | Alessio Picco         | T.D. Rimini                | 00:30:27 | 01:10:29 | 00:15:50 | 01:56:46 |
|      | Alessandro Alessandri | T.D. Rimini                | 00:30:52 | 01:11:16 | 00:14:59 | 01:57:07 |
| 4    | Luca Bonazzi          | Triathlon Bergamo          | 00:31:52 | 01:10:16 | 00:16:13 | 01:58:21 |
| 5    | Leonardo Ballerini    | Peperoncino Team           | 00:32:18 | 01:09:44 | 00:16:19 | 01:58:21 |
| 6    | Stefano Luciani       | Poletti                    | 00:31:58 | 01:10:09 | 00:16:38 | 01:58:45 |
| 7    | Piergiorgio Conti     | T.D. Rimini                | 00:31:39 | 01:12:21 | 00:15:59 | 01:59:59 |
| 8    | Marco Verardo         | T.D. Rimini                | 00:31:54 | 01:12:09 | 00:16:19 | 02:00:22 |
| 9    | Lorenzo Stefani       | Jhonny Tri Forhans         | 00:31:59 | 01:11:56 | 00:16:34 | 02:00:29 |
| 10   | Massimo Torsani       | T.D. Rimini                | 00:31:59 | 01:12:09 | 00:16:30 | 02:00:38 |
| 11   | Alessandro Massardi   | Manerba                    | 00:31:48 | 01:12:23 | 00:16:36 | 02:00:47 |
| 12   | Gianluca Frison       | Padova Nuoto Triathlon     | 00:32:42 | 01:12:15 | 00:16:24 | 02:01:21 |
| 13   | Paolo Sorichetti      | Valenti Team               | 00:32:47 | 01:12:31 | 00:16:34 | 02:01:52 |
| 14   | Fabrizio Baralla      | Jhonny Tri Forhans         | 00:31:58 | 01:12:55 | 00:17:29 | 02:02:22 |
| 15   | Christian Puricelli   | Poletti                    | 00:33:02 | 01:12:30 | 00:17:03 | 02:02:35 |
| 16   | Francesco Vittori     | T.D. Rimini                | 00:32:20 | 01:14:22 | 00:16:14 | 02:02:56 |
| 17   | Filippo Dal Maso      | Tri. Rari Nantes Marostica | 00:33:39 | 01:12:59 | 00:16:40 | 02:03:18 |
| 18   | Stefano Masetto       | Tri. Rari Nantes Marostica | 00:33:53 | 01:12:57 | 00:16:43 | 02:03:33 |
| 19   | Bruno Pasqualini      | Torino 3                   | 00:32:48 | 01:13:57 | 00:16:51 | 02:03:36 |
| 20   | Giuseppe De Giacomo   | T.D. Rimini                | 00:32:39 | 01:14:37 | 00:16:32 | 02:03:48 |

### Élite donne
| Pos. | Atleta              | Società sportiva               | Corsa    | Bici     | Corsa    | Totale   |
| ---- | ------------------- | ------------------------------ | -------- | -------- | -------- | -------- |
|      | Laura Giordano      | Silca Ultralite                | 00:34:32 | 01:19:21 | 00:17:39 | 02:11:32 |
|      | Maria Alfonsa Sella | T.D. Rimini                    | 00:35:59 | 01:20:54 | 00:17:48 | 02:14:41 |
|      | Ljudmilla Di Bert   | Triathlon Cremona Stradivari   | 00:36:09 | 01:20:48 | 00:18:23 | 02:15:20 |
| 4    | Laura Pederzoli     | Fumane Triathlon Zenage        | 00:39:18 | 01:19:25 | 00:19:05 | 02:17:48 |
| 5    | Martina Dogana      | Triathlon Cremona Stradivari   | 00:37:02 | 01:22:06 | 00:18:41 | 02:17:49 |
| 6    | Elisabetta Stampi   | T.D. Rimini                    | 00:38:55 | 01:25:20 | 00:20:07 | 02:24:22 |
| 7    | Bruna Cancelli      | Junior Club Triathlon Vigevano | 00:40:40 | 01:24:38 | 00:19:48 | 02:25:06 |
| 8    | Monica Ferrari      | Fumane Triathlon Zenage        | 00:41:09 | 01:24:53 | 00:20:28 | 02:26:30 |
| 9    | Cinzia Tenchini     | Pro Piacenza Team              | 00:40:06 | 01:27:25 | 00:19:04 | 02:26:35 |
| 10   | Patrizia Dorsi      | Pro Piacenza Team              | 00:40:39 | 01:26:43 | 00:20:04 | 02:27:26 |
| 11   | Stefania Pacca      | Lazio Triathlon                | 00:40:03 | 01:28:03 | 00:20:10 | 02:28:16 |
| 12   | Maria Casciotti     | Minerva Roma                   | 00:39:17 | 01:28:40 | 00:20:28 | 02:28:25 |
| 13   | Jacqueline White    | Torino 3                       | 00:42:29 | 01:26:07 | 00:21:38 | 02:30:14 |
| 14   | Gessica Fantato     | Traguardo Volante              | 00:43:22 | 01:26:30 | 00:21:25 | 02:31:17 |
| 15   | Giulia Piolanti     | Gabbi                          | 00:42:47 | 01:29:21 | 00:20:33 | 02:32:41 |
| 16   | Rosetta Ferri       | T.D. Rimini                    | 00:41:18 | 01:30:13 | 00:21:27 | 02:32:58 |
| 17   | Marika Ganci        | Fumane Triathlon Zenage        | 00:41:23 | 01:31:01 | 00:20:49 | 02:33:13 |
| 18   | Lucia Soranzo       | Surfing Shop Triathlon         | 00:41:30 | 01:30:06 | 00:21:45 | 02:33:21 |
| 19   | Daniela Pallaro     | Padova Triathlon               | 00:40:56 | 01:30:44 | 00:23:12 | 02:34:52 |
| 20   | Claudia Bordiga     | Peperoncino Team               | 00:40:51 | 01:31:32 | 00:22:41 | 02:35:04 |